# Wells Fargo Plaza
Wells Fargo Plaza es un rascacielos de 71 plantas y 302 metros situado en Houston, Estados Unidos. Se finalizó en 1983. En el momento de su finalización, el rascacielos también fue el edificio más alto hecho de vidrio en el hemisferio occidental. Fue diseñado por Skidmore, Owings and Merrill. Su huella forma una versión abstracta de un signo de dólar.